# سرکل (آلاسکا)
سرکل (به انگلیسی: Circle) شهری در ناحیه سرشماری یوکان-کویوکوک، آلاسکا ایالت آلاسکا است که جمعیت آن در سرشماری سال ۲۰۰۰ میلادی ۱۰۰ نفر بوده‌است.